# Raymond Janssens (politicus)
Raymond (Mon) Janssens (Mechelen, 12 juni 1946) was een Belgisch politicus voor de  SP.

## Levensloop
Van opleiding maatschappelijk assistent werd Raymond Janssens beroepshalve bediende van de Mechelse afdeling van het Nationaal Verbond van Socialistische Mutualiteiten.
In 1971 werd Janssens lid van het dagelijks bestuur van de BSP-afdeling van het arrondissement Mechelen. Voor deze partij was hij van 1981 tot 1991 provincieraadslid van de provincie Antwerpen, een functie die ook zijn echtgenote Carla Ramaekers en zijn schoonvader Jef Ramaekers uitoefenden.
Van 1982 tot 1994 was hij ook OCMW-voorzitter van de stad Mechelen, waar hij van 1994 tot 2006 eveneens gemeenteraadslid en van 1995 tot 2000 schepen van Sport was.
Hij werd in juni 1995 lid van de Kamer van volksvertegenwoordigers voor het kiesarrondissement Mechelen-Turnhout. Hij nam de opvolging van Jan Peeters, die benoemd was tot staatssecretaris voor veiligheid. Hij vervulde dit mandaat tot in 1999.